# Rex Lee Jim
Rex Lee Jim, en lengua dineh Mazii Dineltsoi, es un escritor estadounidense, profesor de dineh en Tsaile (Arizona) y especialista en interacciones globales entre China y los Estados Unidos de América. Autor de los poemas Dancing voices: wisdom of the American Indian (1994) y Duchas taa koo dine (1998) poesía trilingüe diné-inglés-irlandés. También dirige el grupo de teatro Da nabaho deeado.

## Obras
- Dancing voices : wisdom of the American Indian, 1994
- Duchas Taa Koo Dine : a trilingual poetry collection in Navajo, Irish and English